# Ball (Luizjana)
Ball – miasto w Stanach Zjednoczonych, w stanie Luizjana, w parafii Rapides.